# Lord Lovat
Il Lord Lovat (gaelico scozzese: Mac Shimidh) è un titolo fra i pari di Scozia, creato nel 1458 per Hugh Fraser. Il detentore è anche il capo del Clan Fraser di Lovat.
Il primo Lord Lovat fu uno degli ostaggi di Giacomo I al suo ritorno in Scozia nel 1424, e nel 1431 fu nominato alto sceriffo della  contea di Inverness. Il secondo Lord Lovat, Thomas, detenne l'incarico di giustiziere del nord durante il regno di Giacomo IV, e morì il 21 ottobre 1524.

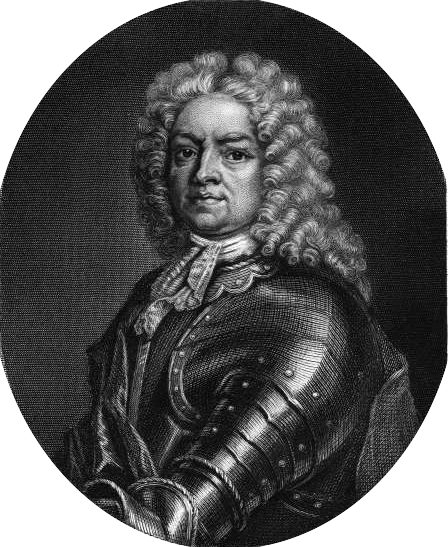
Simon Fraser, XI Lord Lovat

Il titolo discese in linea diretta per nove generazioni sequenziali dal 1458 fino alla morte del nono Lord nel 1696. Fu succeduto dal suo prozio, il decimo Lord. Nel 1697 il figlio di quest'ultimo, Simon Fraser, noto come Simon "the Fox", rapì e sposò forzatamente la vedova del defunto nono Lord, Lady Amelia Murray, una figlia di John Murray, I marchese di Atholl. Tuttavia, la potente famiglia di Lady Lovat, i Murray, erano adirati, e perseguirono Fraser, che fuggì dal paese. Fraser fu condannato in absentia, e condannato a morte. Nel 1715, tuttavia, Fraser sostenne il governo contro l'insurrezione giacobita e fu ricompensato con il perdono per i suoi crimini. Nel 1730, vinse il contenzioso cercando di confermare il suo titolo di Lord Lovat. Nel 1745, tuttavia, Lord Lovat partecipò al 45 contro la Corona e fu pertanto condannato a morte. Fu decapitato il 9 aprile 1747, all'età di 80 anni, a Tower Hill a Londra, diventando l'ultimo uomo a morire in quella maniera. I suoi titoli, inoltre, furono decaduti. (Fraser fu anche creato duca di Fraser, marchese di Beaufort, conte di Stratherrick e Upper Tarf, visconte dell'Aird e Strathglass e lord Lovat e Beaulieu nella paria giacobita di Scozia da Giacomo Francesco Edoardo Stuart, re titolare con il nome di Giacomo III d'Inghilterra e VIII di Scozia, nel 1740.
Suo figlio maggiore ed omonimo Simon Fraser diventò generale nell'esercito britannico, ottenendo il completo perdono ma non il ripristino al titolo. Suo fratello minore Archibald Campbell Fraser fu un colonnello nell'esercito gli sarebbe succeduto tranne che per la perdita dei diritti civili. Alla sua morte nel 1815 il titolo fu reclamato da un parente Thomas Fraser, un discendente di Thomas Fraser, secondo figlio maschio del quarto Lord. Nel 1837 fu creato Barone Lovat, di Lovat nella contea di Inverness, fra i pari del Regno Unito. Tuttavia, fu soltanto nel 1854 la perdita dei diritti civili dell'undicesimo lord fu revocata, e Thomas Fraser diventò il dodicesimo lord Lovat. Fu succeduto da suo figlio, il tredicesimo lord, che servì come lord luogotenente di Inveness. Suo figlio maggiore, il quattordicesimo lord, fu un soldato e politico e in particolare svolse l'incarico di Under-Secretary of State for Dominion Affairs dal 1926 al 1927. Fu succeduto da suo figlio maggiore, il quindicesimo Lord, un soldato di rilievo che si distinse durante la seconda guerra mondiale. Attualmente il titolo è detenuto da suo nipote, il sedicesimo lord, che gli è succeduto nel 1994.
Il politico conservatore Sir Hugh Fraser era il figlio minore del quattordicesimo lord. Altro membro della famiglia fu Sir Ian Fraser, presidente della Rolls-Royce Motors, figlio del Hon. Alastair Thomas Joseph Fraser, figlio minore del tredicesimo Lord.
La famiglia vive a Beaufort Lodge e Balblair House, nei pressi di Beauly nell'Inverness-shire.

## Clan Fraser
La signoria di Lovat è stata per qualche tempo legata al Chiefship del Clan Fraser. L'ex sede della famiglia era il castello di Beaufort nel nord della Scozia. La numerazione della signoria scozzese usata da Clan Fraser differisce dalla numerazione legale in quanto non tiene conto della perdita dei diritti civili tra il 1747–1854, con il risultato che il XVI lord è definito da loro "XVIII lord Lovat".

## Lords Lovat (1458); Baroni Lovat (1837)
- Hugh Fraser, I Lord Lovat (d. c. 1460)
- Thomas Fraser, II Lord Lovat (d. 1524)
- Hugh Fraser, III Lord Lovat (d. 1544)
- Alexander Fraser, IV Lord Lovat (d. 1558)
- Hugh Fraser, V Lord Lovat (1544–1577)
- Simon Fraser, VI Lord Lovat (c. 1572–1633)
- Hugh Fraser, VII Lord Lovat (d. 1646)
- Hugh Fraser, VIII Lord Lovat (1643–1672)
- Hugh Fraser, IX Lord Lovat (1666–1696)
- Thomas Fraser, X Lord Lovat (1636–1699)
- Simon Fraser, XI Lord Lovat (c. 1667–1747) (signoria decaduta nel 1746)
- Thomas Alexander Fraser, XII Lord Lovat, I Barone Lovat (1802–1875) (signoria ripristinata nel 1854; creazione della baronia Lovat nel 1837)
- Simon Fraser, XIII Lord Lovat, II Barone Lovat (1828–1887)
- Simon Joseph Fraser, XIV Lord Lovat, III Barone Lovat (1871–1933)
- Simon Christopher Joseph Fraser, XV Lord Lovat, IV Barone Lovat (1911–1995)
- Simon Christopher Joseph Fraser, XVI Lord Lovat, V Barone Lovat (b. 1977)

L'erede presunto è il fratello dell'attuale detentore Hon. Jack Fraser, Master of Lovat (b. 1984).